# Walter Eiardt
Walter Eiardt (* 16. Juni 1892 in Barmen; † 20. April 1982) war ein deutscher Politiker (SPD). Er gehörte von 1947 bis 1950 dem Landtag Nordrhein-Westfalen an.

## Leben
Eiardt besuchte die Volksschule und bewarb sich 1903 um eine Aufnahme in die Sexta der Oberrealschule, die er 1912 mit der Reifeprüfung abschloss. Anschließend studierte er Germanistik, Geschichte und Erdkunde an den Universitäten in Bonn und Leipzig. Seit 1914 gehörte er der Norddeutschen Verbindung (seit 1919 Burschenschaft der Norddeutschen Bonn) an. Im März 1920 bestand er die Staatsprüfung in Halle an der Saale, wo er auch promovierte, und erledigte anschließend den Vorbereitungsdienst am Gymnasium in seiner Geburtsstadt Barmen. Im März 1921 bestand er die Assessorenprüfung. Von Juli 1922 bis April 1926 war er in der Barmer Textilindustrie tätig und ab April 1926 war er als Studienrat in Essen tätig, ab August 1946 als Oberstudiendirektor.

## Politik
Eiardt trat nach dem Zweiten Weltkrieg der SPD bei und wurde Vorsitzender der Arbeitsgemeinschaft sozialdemokratischer Lehrer. Außerdem war er Begründer und Leiter der Vereinigung sozialdemokratischer Geistesarbeiter in Essen. Bei der Landtagswahl zur ersten Legislaturperiode von Nordrhein-Westfalen konnte er im Wahlkreis 064 Essen-Steele-Huttrop das Direktmandat erringen. Er gehörte dem Landtag nur in dieser Wahlperiode, vom 20. April 1947 bis zum 17. Juni 1950 an.

## Weblink
- Walter Eiardt beim Landtag Nordrhein-Westfalen